# 沙漠航空軍
沙漠航空軍 (DAF) 按時序亦稱為西部沙漠空軍司令部，利比亞空軍司令部，西部沙漠航空軍和第1戰術航空軍 (1TAF)，是1941年從北非的英國皇家空軍中東司令部旗下的第204聯隊為基礎建立的一支盟軍戰術航空軍，目的是為英國陸軍第八軍團對軸心國軍隊作戰時提供密接空中支援。在整個第二次世界大戰期間，DAF由來自英國皇家空軍(RAF)、南非空軍(SAAF)、澳洲皇家空軍(RAAF)、美國陸軍航空軍(USAAF)和其他盟國空軍的中隊組成。
1941年10月西部沙漠航空軍擁有16個中隊（9個戰鬥機、6個中型轟炸機和1個戰術偵察機中隊），到41年年底戰場上約有1,000架作戰飛機。 第二次阿拉曼戰役時，DAF派出了29個中隊（包括9個南非和3個美國陸航軍部隊），駕駛波士頓、巴爾的摩、米切爾等中型轟炸機與颶風、戰斧、小鷹、戰鷹、噴火等戰鬥機和戰鬥機轟炸機。 DAF超過1,500多架作戰飛機，是軸心國可出動飛機數量的兩倍多。

## 歷史
在建立沙漠航空軍之前，已經有幾個英國皇家空軍組織在北非運作。1939年9月3日，英國皇家空軍中東司令部在司令官空軍上將威廉•米切爾爵士的領導下，由四個獨立的司令部組成: 分別是駐埃及皇家空軍、駐伊拉克空軍司令部、駐馬爾他的地中海地區空軍司令部和駐亞丁皇家空軍(包含英國皇家空軍第8中隊、第203中隊和第94中隊)。 米切爾爵士於1940年5月初移交指揮權給空軍少將亞瑟•朗摩爵士。當同年6月英國向法西斯義大利 (1922年－1943年)宣戰時，朗摩少將在上述的四個司令部中只有29個中隊，飛機數量不到300架。

### 駐伊拉克空軍司令部
1940年6月10日，駐伊空軍司令部的轟炸機中隊在第202聯隊的管理下，共分為五個布倫亨式轟炸機中隊，一個維克斯•瓦倫提亞式轟炸機和一個布里斯托•孟買式轟炸機中隊  瓦倫提亞式和孟買式可以用作部隊運輸機或中型轟炸機。
- 第202聯隊總部, 駐地馬滕•巴古什（英语：Maaten Bagush）
  - 第250大隊, 駐地伊斯梅利亞
    - 第30中隊（英语：No. 30 Squadron RAF）, 布倫亨式轟炸機, 駐地:伊斯梅利亞
    - 第55中隊（英语：No. 55 Squadron RAF）, 布倫亨式轟炸機, 駐地:富卡(Fuka)
    - 第113中隊（英语：No. 113 Squadron RAF）, 布倫亨式轟炸機, 駐地:馬滕•巴古什（英语：Maaten Bagush）

  - 第253大隊, 馬滕•巴古什（英语：Maaten Bagush）的前進指揮部
    - 第45中隊（英语：No. 45 Squadron RAF）, 布倫亨式轟炸機, 駐地:富卡(Fuka)
    - 第211中隊（英语：No. 211 Squadron RAF）, 布倫亨式轟炸機, 駐地:達巴(Daba)

  - 第70轟炸機暨運輸機中隊（英语：No. 70 Squadron RAF）,布倫亨式轟炸機, 駐地:赫勒萬
  - 第216轟炸機暨運輸機中隊（英语：No. 216 Squadron RAF）,布里斯托•孟買式轟炸機, 駐地:赫里奧波里斯

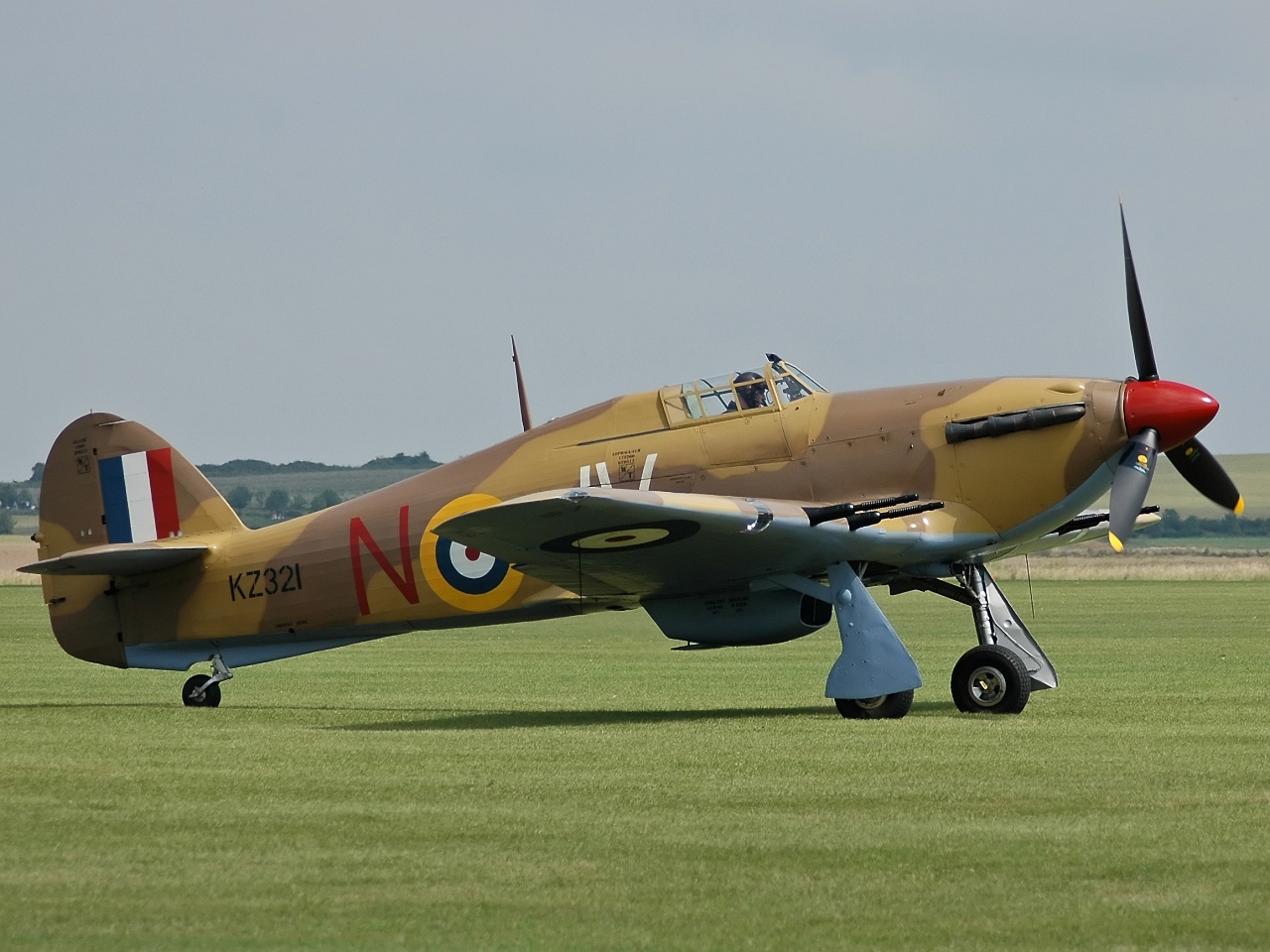
沙漠迷彩塗裝的霍克颶風

駐蘇丹空軍司令部有第254大隊旗下的第14中隊，第223中隊和第47中隊，駐亞丁空軍司令部有第8中隊，第11中隊和第39中隊，與及在伊拉克沙伊巴操作布倫亨式轟炸機的第84中隊。
在義大利入侵埃及之前，駐埃及皇家空軍在一戰王牌飛行員雷蒙•柯利蕭空軍準將的領導下由9個中隊組成，其任務聚焦在地面支援、偵察和只有在必要時才與義大利皇家空軍進行空戰。柯利蕭準將所掌握的部隊包括操作格鬥士戰鬥機的第33中隊，第80中隊與第112中隊，第208中隊操作韋斯特蘭呂山德聯絡機，還有四個布倫亨式轟炸機中隊（第30，55，113和211中隊）和操作布里斯托•孟買式轟炸機的第216中隊。這支小股兵力，使得皇家空軍不得不"將其主宰戰場前線的企圖與避免不必要損失一樣同等看待"。
RAF 具侵略姓的行動誘使"義大利人出現守勢的心態"，例如借助在中東使用一架颶風戰鬥機，在機場之間迅速來回等權宜之計，誇大了義軍偵察機眼中英軍戰鬥機的兵力。與義軍的空戰偶爾也有一次成功; 1940年8月17日，掩護地中海艦隊的格鬥士戰鬥機在沒有造成戰損下擊落了8架薩伏亞•馬捷迪SM.79轟炸機。
中東的航空兵力規模顯然太小，而從海路上運送增援飛機是一條14,000英里的航程，需要三個月才能完成，而通過西地中海的空軍前往增援幾乎不現實，因為戰鬥機航程太短，所涉及的航程範圍只有轟炸機才能做到。因此，利用由空軍少將亞瑟•康寧漢於1925年開闢的一條通過黃金海岸的塞康第-塔科拉迪的增援路線，從海路上接收新的飛機、組裝、試飛，並穿越非洲前往喀土穆。RAF通過這種和其他方式，到1940年11月底，駐埃及皇家空軍得到第73中隊和第274中隊的颶風戰鬥機與第37中隊和第38中隊的威靈頓轟炸機，以及幾個南非空軍中隊的援助，以準備接著開始的羅盤行動。在羅盤行動期間，"颶風、呂山德和布倫亨式的中隊….努力跟上地面部隊的步伐，經常在原地點出擊後在更前線的簡易機場降落。"
1941年4月19日，英國皇家空軍第204聯隊在雷蒙•柯利蕭准將的指揮下成立，成員包括：
- 第73中隊（英语：No. 73 Squadron RAF） (颶風戰鬥機) 駐地:托布魯克
- 第274中隊（英语：No. 274 Squadron RAF） (颶風戰鬥機) 駐地:傑拉拉(Gerawla)
- 第14中隊（英语：No. 14 Squadron RAF） (布倫亨式Mk.IV型和B-26轟炸機) 駐地:阿拉伯堡(Burg el Arab)
- 第39中隊（英语：No. 39 Squadron RAF）分遣隊 (馬丁•馬里蘭式轟炸機（英语：Martin Maryland）) 駐地: 馬滕•巴古什（英语：Maaten Bagush）
- 南非空軍第24中隊（英语：No. 24 Squadron SAAF）分遣隊 (Marylands) 駐地:富卡(Fuka)
- 第45中隊（英语：No. 45 Squadron RAF） (布倫亨式Mk.IV型) 駐地:富卡(Fuka)
- 第55中隊（英语：No. 55 Squadron RAF） (布倫亨式Mk.IV型) 駐地:齊姆拉(Zimla)
- 第6中隊（英语：No. 6 Squadron RAF） (颶風戰鬥機和呂山德聯絡機) 駐地:托布魯克[6]

1941年7月30日，柯利蕭移交第204聯隊指揮權給康寧漢少將。同年較後時間，皇家空軍中東司令部由空軍中將亞瑟·泰德指揮。到10月21日通過將第204聯隊提升為司令部而成立西部沙漠空軍司令部。
最初在北非有三個大隊，第258和第269大隊在前線作戰，第262大隊防衛尼羅河三角洲。 1942年1月20日，該司令部更名為利比亞空軍司令部，然而，它又在2月3日恢復了其西部沙漠空軍司令部的前稱。

### 西部沙漠航空軍

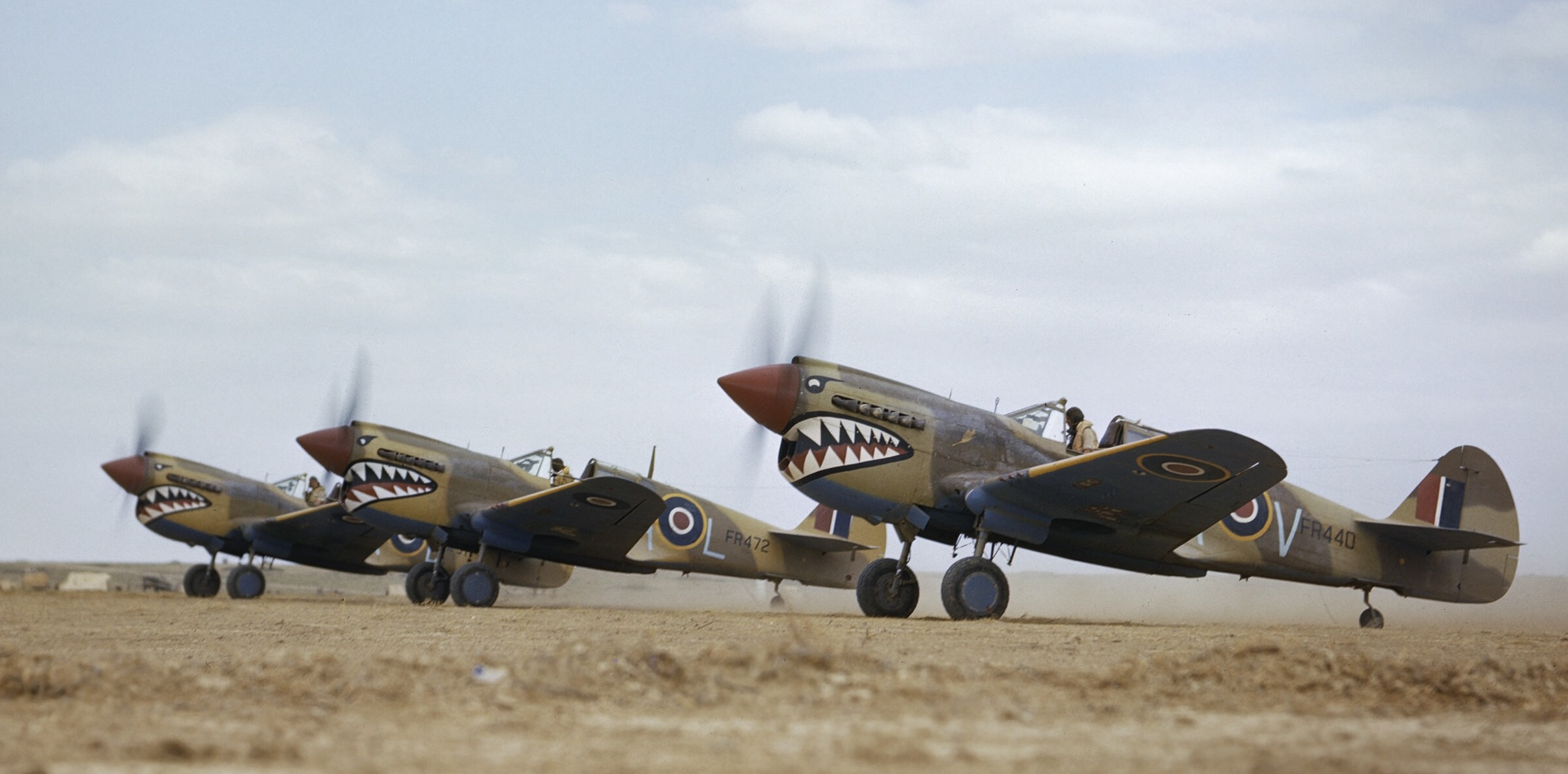
第112中隊的P-40小鷹準備在突尼西亞起飛.

1941年11月18日至1942年5月19日，西部沙漠空軍司令部組織如下：
西部沙漠空軍司令部 – 駐地:馬滕•巴古什
- 第30中隊（英语：No. 30 Squadron RAF） (颶風戰鬥機)
- 第33中隊（英语：No. 33 Squadron RAF） (颶風戰鬥機)
- 南非空軍第60中隊（英语：60 Squadron SAAF） (馬里蘭式轟炸機)
- 第80中隊（英语：No. 80 Squadron RAF） (颶風戰鬥機)
- 第113中隊（英语：No. 113 Squadron RAF） (布倫亨式夜間戰鬥機)
- 第223中隊（英语：No. 223 Squadron RAF） (馬里蘭式轟炸機)
- 第272中隊（英语：No. 272 Squadron RAF） (標致鬥士式戰鬥機（英语：Bristol Beaufighter）)
- 澳洲皇家海軍第805中隊（英语：805 Squadron RAN） (F4F戰鬥機)
- 英國皇家海軍第815中隊（英语：815 Naval Air Squadron） (劍魚式與青花魚式魚雷轟炸機)
- 英國皇家海軍第826中隊（英语：826 Naval Air Squadron） (青花魚式)

第261大隊
- 第11中隊（英语：No. 11 Squadron RAF） (布倫亨式)
- 南非空軍第12中隊（英语：12 Squadron SAAF） (馬里蘭式)
- 南非空軍第21中隊（英语：21 Squadron SAAF） (馬里蘭式)
- 南非空軍第24中隊（英语：24 Squadron SAAF） (波士頓)

第270大隊
- 第8中隊（英语：No. 8 Squadron RAF） (布倫亨式)
- 第14中隊（英语：No. 14 Squadron RAF） (布倫亨式)
- 第45中隊（英语：No. 45 Squadron RAF） (布倫亨式)
- 第55中隊（英语：No. 55 Squadron RAF） (布倫亨式)
- 第84中隊（英语：No. 84 Squadron RAF） (布倫亨式)
- 法國中隊洛林 (布倫亨式)

第253大隊
- 第208中隊（英语：No. 208 Squadron RAF） (颶風)
- 第237(羅得西亞)中隊（英语：No. 237 Squadron RAF） (颶風)
- 澳洲皇家空軍第451中隊（英语：No. 451 Squadron RAAF） (颶風)

第258大隊
- 南非空軍第2中隊（英语：2 Squadron SAAF） (戰斧)
- 澳洲皇家空軍第3中隊（英语：No. 3 Squadron RAAF） (戰斧)
- 南非空軍第4中隊（英语：4 Squadron SAAF） (戰斧)
- 第112中隊（英语：No. 112 Squadron RAF） (戰斧)
- 第250中隊（英语：No. 250 Squadron RAF） (戰斧)
- 海軍中隊(陸戰隊戰斧)

第262大隊
- 南非空軍第1中隊（英语：1 Squadron SAAF） (颶風)
- 南非空軍第94中隊 (Hurricanes)
- 第229中隊（英语：No. 229 Squadron RAF） (颶風)
- 第238中隊（英语：No. 238 Squadron RAF） (颶風)
- 第260中隊（英语：No. 260 Squadron RAF） (颶風)
- 第274中隊（英语：No. 274 Squadron RAF） (颶風)

西部沙漠航空軍（WDAF）於1942年10月27日成立，其組織如下：
隸屬於皇家空軍中東司令部(總部)
- 南非空軍第3轟炸機大隊（英语：No. 3 Wing SAAF）
  - 第12中隊（英语：12 Squadron SAAF） (24架馬丁•馬里蘭式轟炸機（英语：Martin Maryland）)
  - 第21中隊（英语：21 Squadron SAAF） (24架馬丁•馬里蘭式轟炸機I,II & III型（英语：Martin Maryland）)
  - 第24中隊（英语：24 Squadron SAAF） (24架道格拉斯•波士頓攻擊機III型)
- 第232轟炸機大隊
  - 第55中隊（英语：No. 55 Squadron RAF） (24架馬丁•巴爾的摩轟炸機I, II & III型（英语：Martin Baltimore）)
  - 第223中隊（英语：No. 223 Squadron RAF） (24架馬丁•巴爾的摩轟炸機I, II & III型（英语：Martin Baltimore）)
  - 美國陸航軍第82轟炸機中隊（英语：560th Fighter-Day Squadron） (12架B-25C米切爾轟炸機)
  - 美國陸航軍第83轟炸機中隊（英语：561st Fighter-Day Squadron） (12架B-25C米切爾轟炸機)
  - 美國陸航軍第434轟炸機中隊（英语：434th Bombardment Squadron） (12架B-25C米切爾轟炸機)
- 第285偵察機大隊
  - 第2 PRU中隊（英语：No. 680 Squadron RAF） (偵照) (噴火Mk.VB)
  - 南非空軍第40中隊（英语：No. 40 Squadron SAAF） (戰術偵察) (18架颶風Mk.I/II/A/B型)
  - 南非空軍第60中隊（英语：No. 60 Squadron SAAF） (偵照) (12架馬里蘭式)
  - 第208中隊（英语：No. 208 Squadron RAF） (戰術偵察) (18架颶風Mk.IIA/B型)
  - 第1437小隊 (戰略偵察) (8架巴爾的摩I, II & III型（英语：Martin Baltimore）)

- 第211聯隊（英语：No. 211 Group RAF）
  - 南非空軍第7中隊（英语：7 Squadron SAAF） (反坦克) (16架颶風Mk.IID型)
  - 第6中隊（英语：No. 6 Squadron RAF） (反坦克) (16架颶風Mk.IID型)
  - 美國陸航軍第64戰鬥機中隊（英语：64th Aggressor Squadron） (25架P-40F戰鷹)
  - 美國陸航軍第65戰鬥機中隊（英语：65th Aggressor Squadron） (25架P-40F戰鷹)
  - 第233大隊
    - 南非空軍第2中隊（英语：2 Squadron SAAF） (16架P-40小鷹I, II & III型)
    - 南非空軍第4中隊（英语：4 Squadron SAAF） (16架P-40小鷹I, II & III型)
    - 南非空軍第5中隊（英语：5 Squadron SAAF） (16架戰斧)
    - 第260中隊（英语：No. 260 Squadron RAF） (16架P-40小鷹I, & IIb型)

  - 第239大隊
    - 澳洲皇家空軍第3中隊（英语：No. 3 Squadron RAAF） (16架P-40小鷹I, II & III型)
    - 第112中隊（英语：No. 112 Squadron RAF） (16架P-40小鷹IA型)
    - 第250中隊（英语：No. 250 Squadron RAF） (16架P-40小鷹IA型)
    - 澳洲皇家空軍第450中隊（英语：No. 450 Squadron RAAF） (16架P-40小鷹)
    - 美國陸航軍第66戰鬥機中隊（英语：66th Weapons Squadron） (25架P-40F戰鷹)

  - 第244大隊
    - 第145中隊（英语：No. 145 Squadron RAF） (16架噴火Mk.Vb)
    - 第601中隊（英语：No. 601 Squadron RAF） (16架噴火Mk.Vb)
    - 第73中隊（英语：No. 73 Squadron RAF） (16架颶風Mk.IIc型)
    - 第92中隊（英语：No. 92 Squadron RAF） (16架噴火Mk.Vb/c)
- 第212聯隊
  - 第243大隊
    - 南非空軍第1中隊（英语：1 Squadron SAAF） (16架颶風Mk.IIc型)
    - 第33中隊（英语：No. 33 Squadron RAF） (16架颶風Mk.IIc型)
    - 第213中隊（英语：No. 213 Squadron RAF） (16架颶風Mk.IIc型)
    - 第238中隊（英语：No. 238 Squadron RAF） (16架颶風Mk.IIc型)

  - 第7大隊
    - 第80中隊（英语：No. 80 Squadron RAF） (16架颶風Mk.IIc型)
    - 第127中隊（英语：No. 127 Squadron RAF） (16架颶風Mk.IIb型)
    - 第335(希臘)中隊（英语：335th Bomber Squadron (HAF)） (16架颶風Mk.IIb型)
    - 第274中隊（英语：No. 274 Squadron RAF） (16架颶風Mk.IIb型)

  - 第462中隊（英语：No. 462 Squadron RAAF） 儘管主要人員是英國人，但仍標記為澳洲中隊。(哈利法克斯轟炸機)
  - 中隊於1943年6月解散，但同年底成立了主要由澳洲人員組成新的澳洲皇家空軍第462中隊。

美國沙漠空軍特遣部隊
(中東的美國陸軍航空軍的一部分，但除了第 81 轟炸機中隊外，特遣部隊在行動上歸屬西部沙漠航空軍管制):
- 美國陸航軍第57戰鬥機大隊（英语：57th Operations Group）
  - 美國陸航軍第64（英语：64th Aggressor Squadron），第65（英语：65th Aggressor Squadron）和第66戰鬥機中隊（英语：66th Fighter-Interceptor Squadron）操作P-40F戰鷹派遣到英國皇家空軍第211聯隊。（見上文）
- 美國陸航軍第12轟炸機大隊（英语：12th Flying Training Wing）
  - 第82、83和第434轟炸機中隊操作B-25C米切爾轟炸機派遣到英國皇家空軍第232轟炸機大隊。（見上文）
  - 美國陸航軍第559轟炸機中隊（英语：559th Flying Training Squadron）沒有派遣到英國皇家空軍。
- 空中救護中隊
- 第835航空工兵營

### 盟軍的改革
1943年1月，英國首相溫斯頓·邱吉爾、美國總統富蘭克林·德拉諾·羅斯福及其幕僚在卡薩布蘭卡會議上重組了北非和地中海戰區軍事行動(MTO)的盟軍空軍部隊。到2月，西部沙漠航空軍成為康寧漢少將的西北非戰術航空軍附屬的司令部(康寧漢統率的空軍部隊是盟軍西北非空軍麾下所屬的一部分)，並由亨利·布羅德赫斯特少將成為新任司令官。 2月18日，在空軍上將亞瑟·泰德爵士的指揮下，負責統率地中海戰區(MTO)所有盟軍空軍部隊的盟軍地中海空軍司令部 (MAC)成立。 1943年7月10日盟軍入侵西西里島時，WDAF重新命名為更簡單的名稱沙漠航空軍 (DAF)，西西里島戰役中DAF的任務包含支援部隊推進和殿後等要務。
沙漠航空軍前進指揮部,
第212聯隊操作噴火戰鬥機:
| 第244大隊                                           | 第322大隊 | 第324大隊 |
| --------------------------------------------------- | --------- | --------- |
| 南非空軍第1中隊                                     | 第81中隊  | 第72中隊  |
| 第92中隊                                            | 第154中隊 | 第93中隊  |
| 加拿大皇家空軍第417中隊                             | 第232中隊 | 第111中隊 |
| 第601中隊 Stanisław Skalski少校                     | 第242中隊 | 第152中隊 |
| 第145中隊 波蘭戰鬥隊P.F.T. "C"小隊 "Skalski Circus" | 第43中隊  | 第243中隊 |

其餘的前進部隊包括:
- 南非空軍第40戰術偵察中隊（英语：40 Squadron SAAF)） (噴火)
- 第600中隊（英语：No. 600 Squadron RAF） (TEF/N) 半支中隊在馬爾他運作 (標致鬥士式（英语：Bristol Beaufighter）)
- 第325大隊 (標致鬥士式（英语：Bristol Beaufighter）)
  - 第600中隊 (半支中隊)
  - No. 153 Squadron（英语：No. 153 Squadron RAF） (TEF/N) 在南非運作

沙漠航空軍後方指揮部
在的黎波里區域運作
| 第239大隊 (P-40小鷹)  | 美國陸航軍第57戰鬥機大隊 (P-40) | 美國陸航軍第79戰鬥機大隊 (P-40) |
| --------------------- | ------------------------------- | ------------------------------- |
| 澳洲皇家空軍第3中隊   | 美國陸航軍第64戰鬥機中隊        | 美國陸航軍第85戰鬥機中隊        |
| 第112中隊             | 美國陸航軍第65戰鬥機中隊        | 美國陸航軍第86戰鬥機中隊        |
| 澳洲皇家空軍第450中隊 | 美國陸航軍第66戰鬥機中隊        | 美國陸航軍第87戰鬥機中隊        |
| 第250中隊             |                                 |                                 |
| 第260中隊             |                                 |                                 |

- 第239大隊 (偵察)
  - 第1437小隊(SR) (巴爾的摩（英语：Martin Baltimore）)
  - 南非空軍第60中隊（英语：60 Squadron SAAF）
  - 第682中隊（英语：No. 682 Squadron RAF）

(第60和682是來自西北非偵照大隊)的中隊)
- 其餘的英國皇家空軍單位
  - 第6中隊（英语：No. 6 Squadron RAF） (TD) (颶風Mk.IId型)
  - 第249空運大隊

DAF繼續為作為西北非戰術航空軍麾下所屬的部隊為英國陸軍第八軍團提供密接戰術支援。盟軍地中海空軍司令部於1943年12月解散，並重組為盟軍地中海空軍 (MAAF)，DAF仍然在亨利•布羅德赫斯特少將的領導下，成為約翰•K•坎農少將的盟軍地中海戰術空軍的一個組成部分。DAF一直存續到1946年6月30日更名為駐義大利空軍司令部。

## 飛機

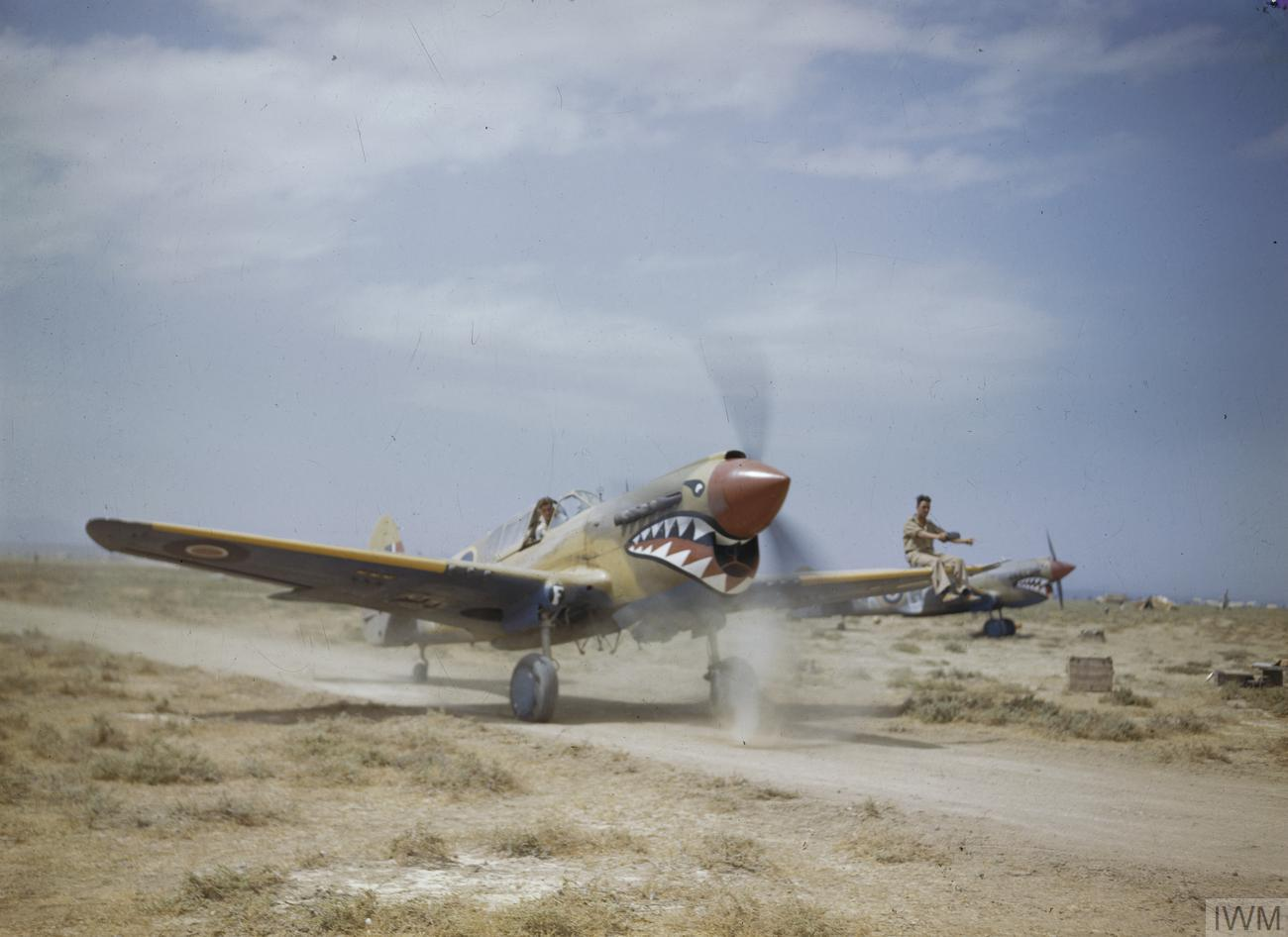
1943年: 來自第112中隊的一架P-40小鷹戰鬥機在突尼西亞的梅德寧滑行。該中隊是所有空軍中第一個在P-40上使用「鯊魚嘴」標誌的單位。

英國的空防系統始終受到優先考慮，因此DAF最初通常配備較舊的飛機型號。裝備了如格鬥士戰鬥機及布倫亨式轟炸機等過時的型號，在對抗同樣裝備過時的義大利空軍時表現出色。1941年，在英國直接的防空威脅消退後，新型機如颶風戰鬥機和波士頓中型轟炸機被分配給DAF。
不適合歐洲作戰行動的美製P-40戰斧/小鷹同樣交付DAF，通常部署在更高的高度和難以應付的對手作戰。P-40最初被用作空優戰鬥機，但亦被改編用於對地攻擊任務（而且發現非常適合）。
DAF的數量上總是勝過軸心國對手，並專注於遠程攔截和直接戰術支援英國陸軍第八軍團。不幸的是，這些戰術意味著德軍第27戰鬥機聯隊更高速的Bf 109戰鬥機比低空，慢速飛行的DAF戰鬥機通常具有高度和突襲的優勢，戰損也相應很高。1942年，DAF重組了戰術並引進了更好的飛機。噴火式戰鬥機最終被用於空中優勢，於同年8月投入作戰行動，這使得DAF能夠獲得制空權。
DAF戰鬥轟炸機通過使用無線電連接到附屬陸軍部隊的前進空中管制員來適應“德國空軍”的戰術空中支援概念。DAF為在空等待召喚的戰鬥轟炸機引進輪候順序來提升這一戰術支援概念。
DAF在埃及，利比亞，突尼西亞，西西里島和義大利半島為第八軍團提供空中支援，直到戰爭結束。在北非戰役後期被證明是如此成功的戰術概念在1944年的入侵歐陸期間獲得到了更大的戰果。

## 沙漠航空軍人員

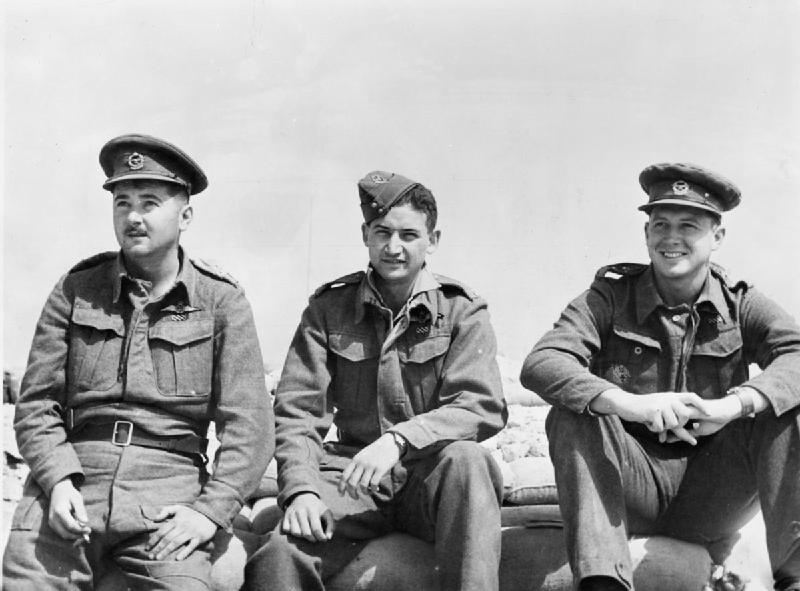
1942年3月/4月埃及121著陸場，羅賓•帕里中尉（左），約翰•弗羅斯特少校（中）和沙漠航空軍的南非空軍第5中隊安德魯•鄧肯上尉（右）。這三人都在6月底的行動中喪生或失蹤。中隊指揮官弗羅斯特是第二次世界大戰期間南非空軍部隊中最高記錄的王牌。

南非空軍向DAF提供了數十個中隊。北非戰場是他們的主要作戰地點，因為南非政府已經決議他們的軍隊不應該在非洲境外行動。在1941年4月至1943年5月之間，南非的11個中隊飛行了近34，000架次，並聲稱有342架敵機被摧毀。
澳洲的援助包含戰鬥機和轟炸機中隊，包括於1940年底抵達北非的澳洲皇家空軍第3中隊，並在DAF服役直到歐洲戰爭的最後階段。到那時，第3中隊在所有DAF中隊中擁有最多的勤務記錄，包括最多的陣亡人數（聲稱217人）。許多澳洲飛行員還加入了DAF中的英國皇家空軍或南非空軍中隊。
許多來自被納粹德國佔領下的歐洲的流亡者，特別是波蘭飛行員，加入了沙漠航空軍的中隊。英國皇家空軍第112中隊主要由波蘭人組成，1943年，波蘭戰鬥隊("Skalski's Circus")隸屬於第145中隊。
從1942年7月起，美國陸軍中東航空軍(劉易斯·H·布里爾頓少將)將來自第57戰鬥機大隊和第12轟炸機大隊的美國陸航軍人員作為“觀察員”隸屬於DAF戰鬥機和轟炸機部隊。 從技術上違反了Arnold-Portal-Towers協定，該協定包括一項規定，即美軍人員只能在美軍部隊服役。 從9月中旬開始，第57大隊的P-40戰鷹中隊和第12大隊的B-25中隊正式隸屬於DAF部隊。 1942年11月12日美國陸軍中東航空軍(USAMEAF)解散，取而代之的是美國第九航空軍，儘管仍然有一些美軍部隊留在英聯邦編制中一段時間。
在DAF服役的英國和英聯邦人員被授予非洲之星戰役勳章，勳章掛扣為“北非戰役1942-43”，當軍服只佩戴勳表時，會用銀色的玫瑰花飾表示。

## 指揮官

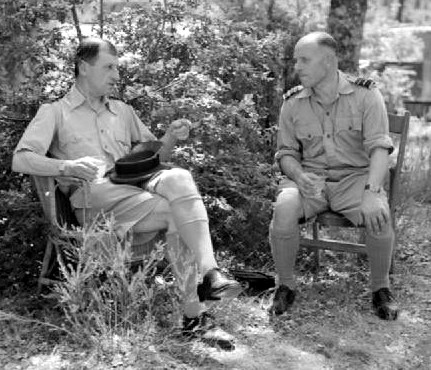
英國空軍參謀長查爾斯·波特爾上將與沙漠航空軍指揮官威廉•迪森少將交談

以下是指揮西部沙漠空軍司令部或沙漠航空軍的空軍指揮官：
- 西部沙漠空軍司令部
  - 亞瑟•康寧漢（英语：Arthur Coningham (RAF officer)）少將 (同時兼任利比亞空軍司令部) 1941年10月21日
  - 亨利•布羅德赫斯特（英语：Harry Broadhurst）少將 1943年1月31日
- 沙漠航空軍
  - 亨利•布羅德赫斯特（英语：Harry Broadhurst）少將 1943年7月10日
  - 威廉•迪森（英语：William Dickson (RAF officer)）少將 1944年4月6日
  - 羅拔•福斯特（英语：Robert Foster (RAF officer)）少將1944年12月3日
  - 哥連•法康納（英语：Colin Falconer (RAF officer)）准將1945年8月30日

## 引用
1. 1 2  Dear & Foot (2005), p. 992
2. ↑  Niehorster, Leo. . World War II Armed Forces, Orders of Battle and Organizations.   [2022-10-18]. （原始内容存档于2022-10-21）.
3. ↑  Moyes, Philip. . . London, UK: McDonald. 1964: 309.
4. ↑  Rawlings, John D.R.;  et al. . London, UK: Temple Press Aerospace. 1984: 93.
5. ↑  Rawlings et al., 1984, p.94
6. ↑  Vol.II of the Official History
7. ↑  .   [4 July 2007]. （原始内容存档于30 August 2007）.
8. ↑  National Archive London AIR 23 / 6200 APPENDIX "C", R.A.F. Operations in the Western Desert and Eastern Mediterranean, 18th November 1941 to 19th May 1942 HPE
9. ↑  Playfair, Vol. IV, Appendix 8 (a).
10. ↑  Playfair, Vol. IV, pp. 271 & 272.
11. ↑  Molony, p. 72.
12. ↑  Craven & Cate, p. 27, 28
13. ↑  Craven & Cate, p.33
14. ↑  Craven & Cate, p. 35
15. ↑  . Air of Authority - A History of RAF Organisation.   [2022-10-18]. （原始内容存档于2022-10-21）.